# Le Figaro

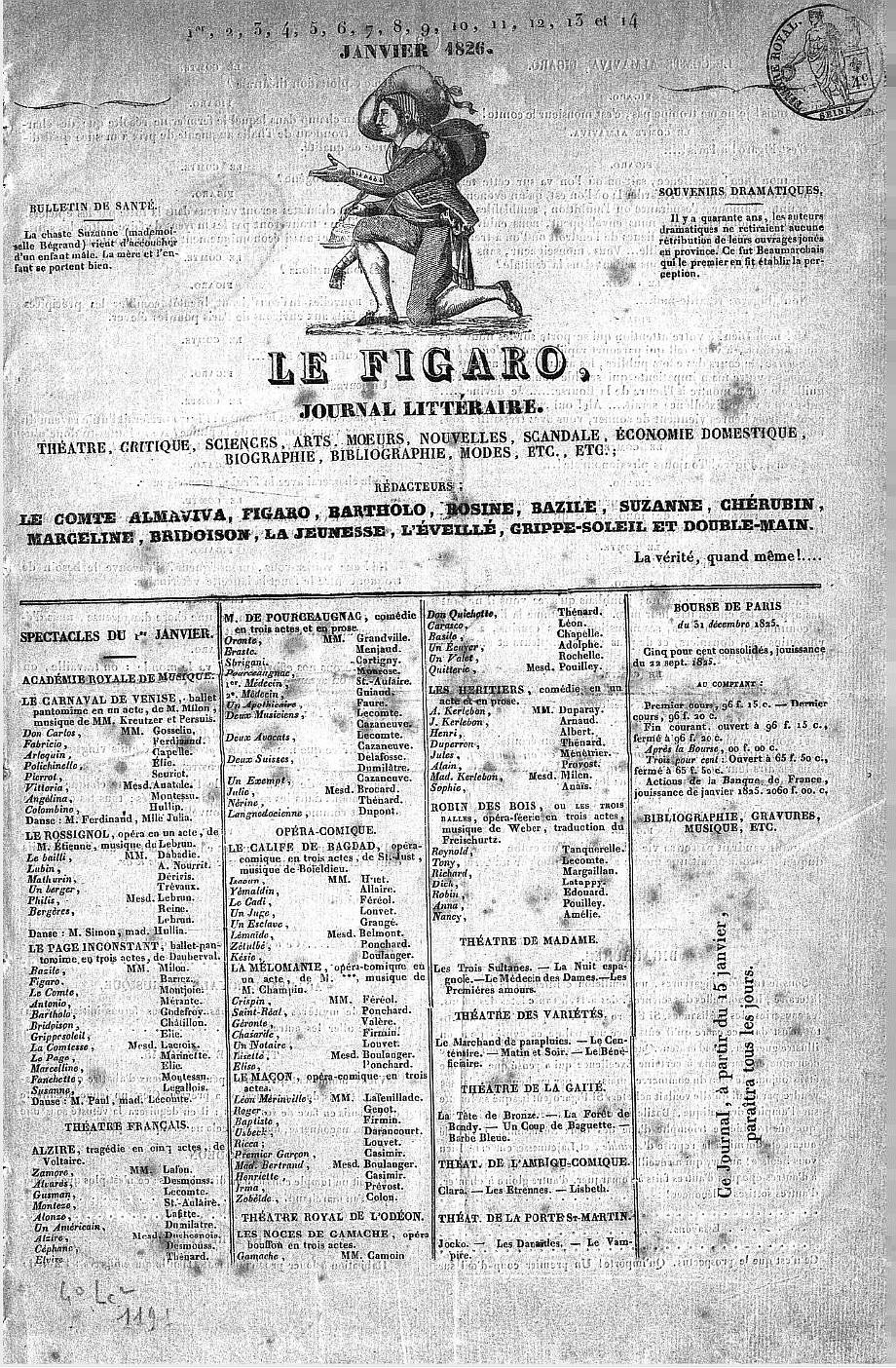
Primo numero del giornale risalente al 15 gennaio 1826

Le Figaro è un quotidiano francese, il più longevo fra quelli ancora in pubblicazione. Fu fondato nel 1826 sotto Carlo X; prese il nome dal personaggio della trilogia di Beaumarchais (Le nozze di Figaro, Il barbiere di Siviglia, La madre colpevole).
Con la sua linea editoriale di centrodestra, Le Figaro è il più grande quotidiano nazionale in Francia, davanti a Le Parisien e Le Monde.
Nel 2011 è stato il più diffuso quotidiano francese, con 320 000 copie di vendita media.

## Storia
Il 15 gennaio 1826, durante la Restaurazione, esce Le Figaro, un settimanale satirico a Parigi, sotto l'impulso di un cantautore, Maurice Alhoy, e di uno scrittore e politico, Étienne Arago. Il «giornale satirico, spirituale e combattente» prende il nome da un personaggio di Beaumarchais per calpestare la censura monarchica. È in un formato di quattro pagine ed è pubblicato con numerose interruzioni.
Auguste Le Poitevin de L'Égreville diventa direttore nell'aprile 1826; dal 22 al 26 aprile dà a questa rivista il nome Le Nouveau Figaro, prima di riprendere il nome Le Figaro. Vende il giornale nel 1827 per la somma di 30.000 franchi a Victor Bohain. Tra i suoi primi redattori troviamo Félix Davin, Léon Gozlan, Michel Masson, Auguste Jal, Jules Janin, Alphonse Karr, Nestor Roqueplan, George Sand, Jules Sandeau. Il giornale letterario dai discorsi satirici maneggia la risata e l'allusione politica per "farla in barba" ai monarchici: così il motto «La vérité, quand même!» (La verità, comunque) viene sempre menzionato in basso a destra nei primi numeri ed è particolarmente provocatorio perché distrae gli ultra dell'inizio della Restaurazione, «Vive le roi quand même» (Viva il re, comunque). De facto, è un giornale realista ma che si pone come avversario degli ultrarealisti che appoggiano Carlo X.
Dopo la caduta di Carlo X, accoglie favorevolmente la Rivoluzione di luglio perché il vecchio titolo ha contribuito al rovesciamento del regime. Il suo direttore, Victor Bohain, ottiene allora un posto di prefetto della Charente. Il giornale conserva tuttavia la sua indipendenza e sotto la direzione di Henri de Latouche si mostra poi molto critico verso la Monarchia di luglio.
Nel 1832, gli elementi repubblicani del vecchio titolo essendo stati neutralizzati e scartati, Le Figaro viene riscattato dai monarchici per contrastare un fronte satirico guidato da La Caricature. Perde la sua inventiva satirica in questa occasione. Alla fine del 1833, fino al 1854 fallisce nove volte durante i vari tentativi di rilancio.
Il 2 aprile 1854, sotto l'impulso di Hippolyte de Villemessant e del suo direttore, Zacharias Dollingen, Le Figaro viene ripreso. Rimanendo un settimanale, intitolato all'inizio Figaro, giornale non politico, esso è soprattutto un giornale parigino letterario. Condividendo la redazione in capo con Benoît Jouvin, Hippolyte de Villemessant, che si separa da Dollingen il 2 luglio successivo, sa subito circondarsi di redattori talentuosi (Charles Baudelaire, fratelli Goncourt) e innova: crea rubriche permanenti, in cui i lettori si ritrovano, e inserisce brevi, una rubrica necrologica e una lettera dei lettori. È anche l'ideatore della rubrica «Echos», che fa il successo del giornale, con forti battute, aneddoti, indiscrezioni e pettegolezzi, che danno ai lettori l'impressione di appartenere ad un pubblico privilegiato. Il successo del Figaro è tale che Hippolyte de Villemessant decide di raddoppiare la frequenza di pubblicazione del suo settimanale domenicale il 6 gennaio 1856. Il giornale diventa bisettimanale e viene pubblicato il giovedì e la domenica.

## Personalità

### Scrittori
Hanno scritto sul Figaro :
- George Sand vi ha scritto i suoi primi articoli;
- Émile Zola, prima dell'Affaire Dreyfus;
- Marcel Proust, che riprende anche alcuni suoi articoli ne À la recherche du temps perdu ;
- André Gide;
- Raymond Aron, che ne fu per lunghi anni il principale editorialista politico
- François Mauriac, che scrive degli appunti per anni, in particolari opponendosi alla guerra d'Algeria;
- Omar Sharif, si occupa di bridge;
- persino Jean-Paul Sartre (che certamente non apprezzava la linea politica del giornale) ha pubblicato un servizio sugli Stati Uniti durante la Liberazione.

Le Figaro è spesso considerato il "giornale dell'Académie française", per il grande numero di "immortali" che vi hanno scritto.

## Diffusione
I dati sulla diffusione di Le Figaro
| Titolo    | 1999    | 2000    | 2001    | 2002    | 2003    | 2004    | 2005    | 2006    | 2007    | 2008    |
| --------- | ------- | ------- | ------- | ------- | ------- | ------- | ------- | ------- | ------- | ------- |
| Le Figaro | 366 690 | 360 909 | 366 529 | 359 108 | 352 706 | 341 083 | 337 118 | 332 818 | 338 618 | 330 432 |

Dal 2007 (campagna elettorale che ha visto l'elezione di Nicolas Sarkozy) è stato effettuato il sorpasso sul concorrente storico Le Monde.
Peraltro il sito internet è il più consultato sito d'informazione in Francia con 6.672.000 visite uniche.